# La Maruja
La Maruja es una localidad del departamento Rancul, en la provincia de La Pampa, Argentina. La jurisdicción del municipio comprende además la localidad de Ingeniero Foster y su zona rural se extiende también sobre el departamento Conhelo.

## Población
Cuenta con 1168 habitantes (Indec, 2010), lo que representa un incremento del 12,8% frente a los 1035 habitantes (Indec, 2001) del censo anterior..
El censo nacional 2022 arrojó 1461 habitantes y 654 viviendas.
| Gráfica de evolución demográfica de La Maruja entre 1991 y 2022 |
|                                                                 |
| Fuente: Censos nacionales del INDEC                             |

## Toponimia
La Maruja es el nombre de la hija del primitivo dueño de las tierras.

## Historia
Sobre el ramal del ferrocarril Metileo - Arizona, en 1928 se fundó La Maruja. Es, entre las poblaciones pampeanas que tienen fecha de fundación establecida, la localidad más joven. El nacimiento de este pueblo tiene vinculación con la llegada del primer tren, previa a la fundación, como también hubo otras circunstancias anteriores a la mencionada subasta, incluso el intento de constituir un pueblo en las cercanías, al que se asignó el nombre de Villa Barale.
El pueblo se establecía a solo 1300 metros de la localidad actual, contemplaba edificación a ambos lados del ferrocarril y los dueños de esa superficie y fundadores eran Juan y Dalmazzo Barale. La intención de establecer allí un núcleo urbano no prosperó, y sus moradores se trasladaron poco después a la naciente La Maruja, nombre de la esposa de uno de los propietarios de la firma Pradere Hermanos.
Pero el dueño de la mayor parte de la superficie fue Modesto Caretto, nacido en Italia y que en La Pampa habitó varias localidades hasta que fundó La Maruja. Entre las recopilaciones sobre el pasado del pueblo, está el trabajo de Irma Beatriz Valdivia, que permite rescatar, entre otros aspectos, prolegómenos de la fundación y de la llegada de las vías.
Con la fundación, a la localidad llegaron inmigrantes, especialmente españoles e italianos, como familias venidas de San Luis, de cuyo límite, La Maruja se distancia pocos kilómetros, en un área donde se desarrollaron el trabajo de aprovechamiento de los caldenes y especialmente la producción agropecuaria, que venía desde tiempos anteriores, mediante radicación dispersa de gente de campo, en lo que, según relatos, predominó la presencia de hacienda criolla.
Tras la fundación, La Maruja creció a partir de veinte manzanas de su división inicial, de sus nacientes instituciones, que como fue habitual, comenzaron con Registro Civil, organismos policiales y de Correo y Juzgado de Paz. También tuvo importancia particular la estación, según Ferrocarriles en La Pampa, instalada en junio de 1927.
El ejido municipal de La Maruja agrega al sur Colonia Lobocó y al oeste la estación de Ingeniero Foster, del mismo ramal ferroviario.